# Jabloniczky János
Jabloniczky János (Nagyszombat, 1874. szeptember 21. – Szovjetunió, 1950.) ügyvéd, csehszlovákiai magyar politikus.

## Élete
Jogi diplomáját Budapesten szerezte. Az államfordulat előtt Pozsonyban ügyvéd és különböző gazdasági társulások, egyesületek jogi képviselője volt. Csehszlovákia létrejötte után a Pozsony városi képviselőtestület tagja volt. Az Országos Keresztényszocialista Párt egyik alapítója és első elnöke. A párton belüli német tagozat vezetője volt. 1920-ban, 1925-ben és 1929-ben is nemzetgyűlési képviselő lett. 1925-ben Budapesten párbajozott Szentiványi Józseffel a Magyar Nemzeti Párt vezetőjével. Lelley Jenő irányvonalával szembefordulva támogatta a Magyar Nemzeti Párttal való együttműködést és az egyesülést.
1935-ben a magyar kormány támogatásával került fel két magyar párt közös parlamenti képviselői jelölőlistájának 5. helyére az érsekújvári választókerületben. Ez sem volt azonban elegendő a beválasztásához.
A második világháború után több szlovákiai magyar politikussal együtt letartóztatták, és a Szovjetunióba hurcolták. Feltehetően egy ottani lágerben hunyt el.